# Schlesisches Tor

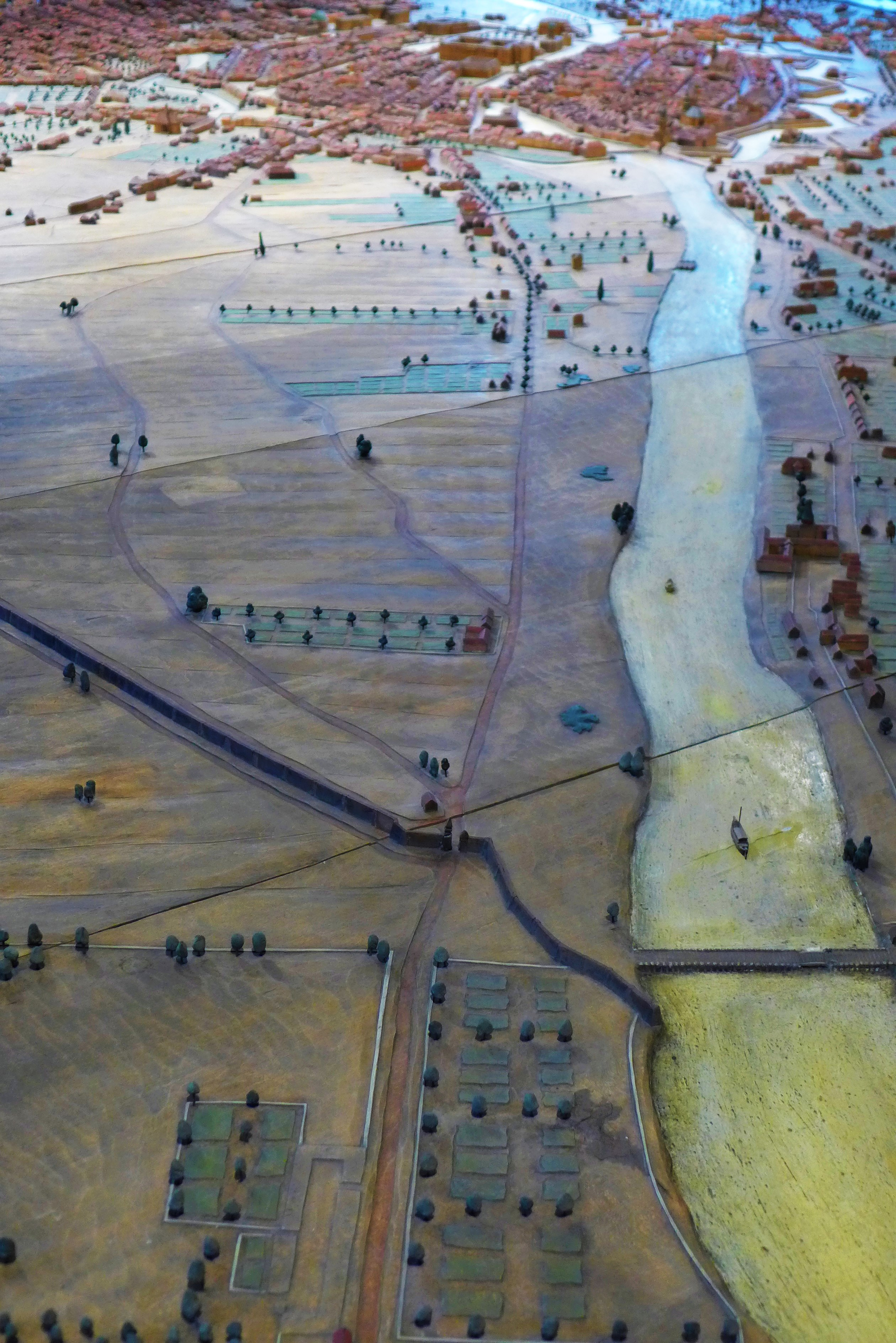
Das Schlesische Tor in der Nähe der Oberbaumbrücke über die Spree um 1750
(Modell im Märkischen Museum Berlin)

Das Schlesische Tor, umgangssprachlich auch „Schlesi“ genannt, war der östlichste von anfänglich fünf Durchlässen in dem südlich der Spree verlaufenden Teil der Berliner Zoll- und Akzisemauer, die Friedrich Wilhelm I. erbauen ließ. 

## Geschichte

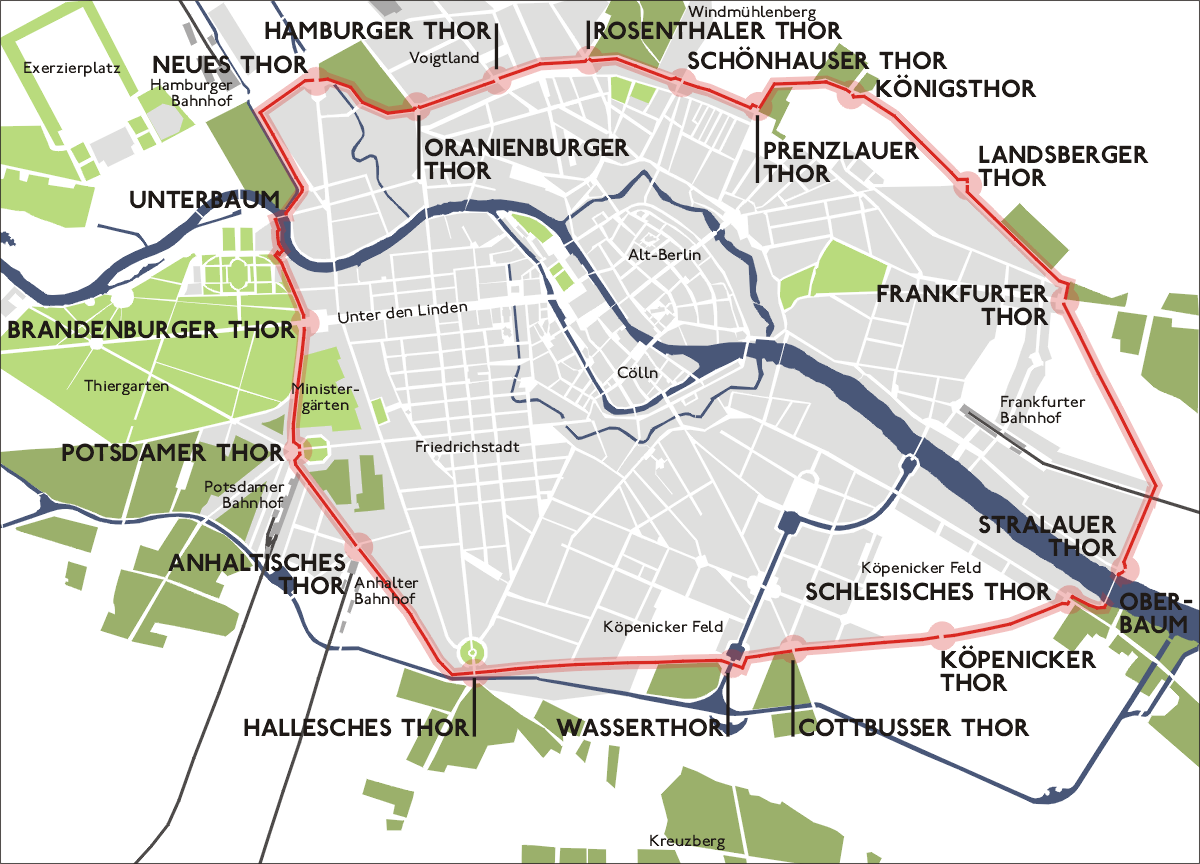
Die Berliner Akzisemauer, um 1855

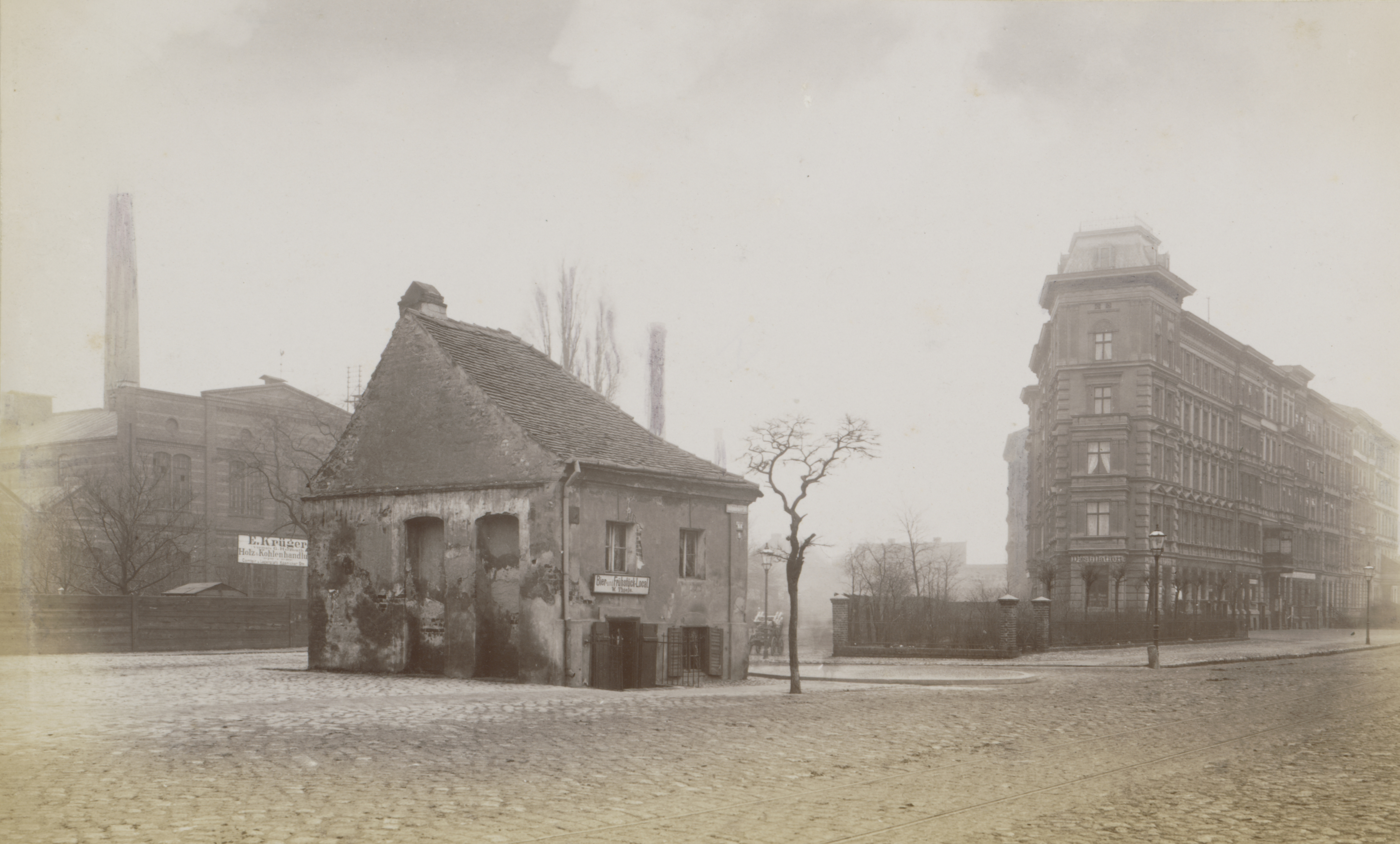
Der Platz Schlesisches Tor im Jahr 1880

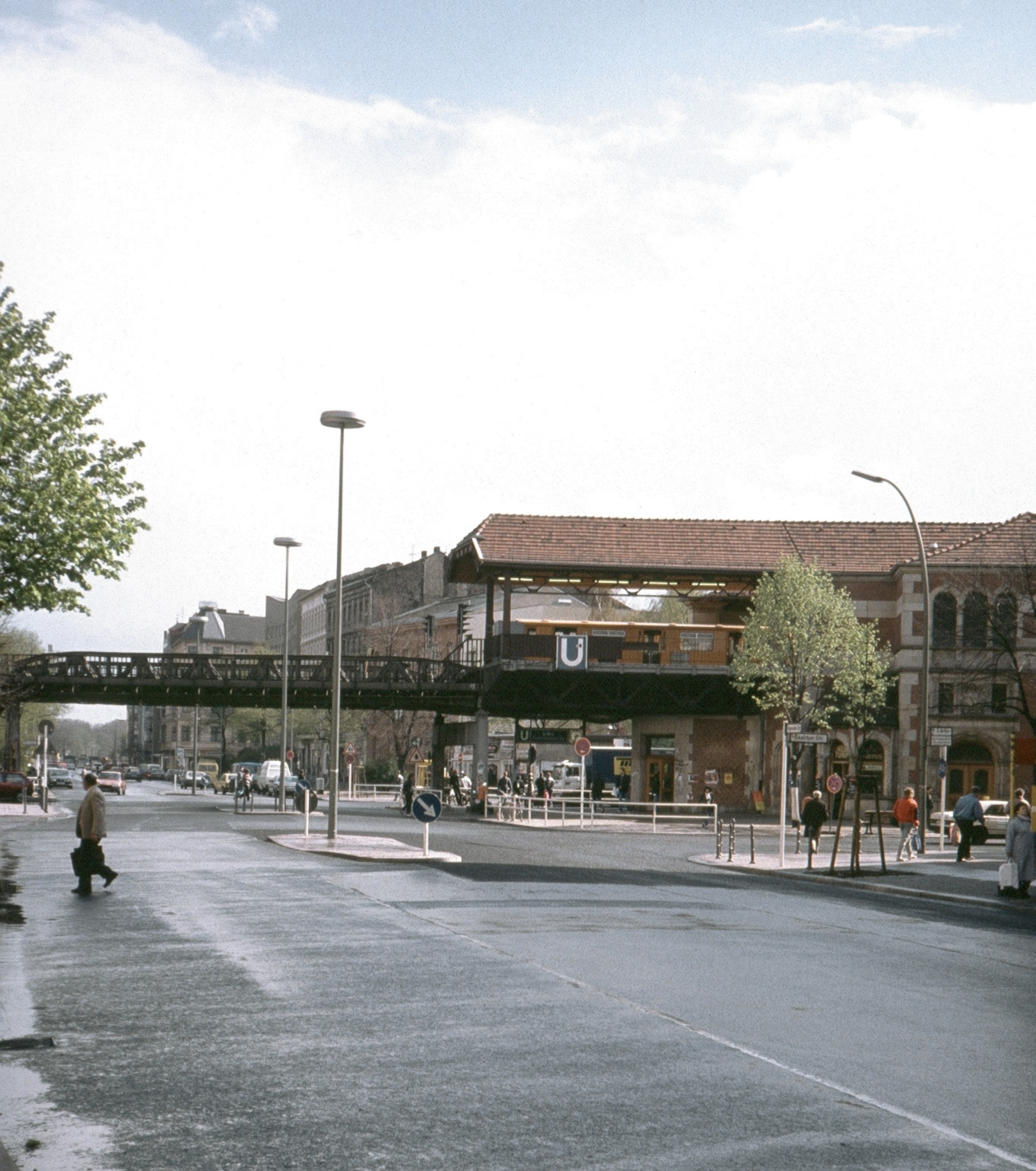
Schlesisches Tor, 1990

Im Zuge der Errichtung der Akzisemauer sollte Berlin erweitert und zugleich eine bessere Verbindung zwischen Innenstadt und den Neu- und Vorstädten geschaffen werden; den Ausgangspunkt bildete dabei die Ausdehnung nach Süden und Westen. So wurden ab 1734 auf der köllnischen Seite die alten Wallanlagen abgetragen und gleichzeitig eine einfache Mauer errichtet, die Berlin weiträumig umgab und dabei das Gebiet der späteren Köpenicker Vorstadt mit einschloss. Das Schlesische Tor (auch: Wendisches Tor) nahe der Brücke am Oberbaum war in diesem Abschnitt der östlichste Durchlass und lag geografisch Schlesien am nächsten. Westlich des Schlesischen Tores befanden sich das Cottbusser, das Hallesche, das Potsdamer und das Brandenburger Tor. Nach Alt-Kölln gelangte man vom Schlesischen Tor über die parallel zur Spree verlaufende Köpenicker Straße.
Die zuerst aus Palisaden bestehende Akzisemauer wurde später bis zum Schlesischen Tor durch eine massive, zur besseren Abrundung des Gebietes stellenweise begradigte Steinmauer ersetzt. 1840 kamen noch das Anhalter Tor und 1848 das Wassertor sowie das Köpenicker Tor hinzu. Nur 20 Jahre später begann bereits der Abriss der Stadtmauer, der auch vor den städtebaulich reizvollen Torbauten nicht Halt machte. Von den acht Toren des Abschnitts blieben nur das Brandenburger Tor und das Potsdamer Tor stehen.

## Aktuelle Situation
Die Kreuzung der Straßenzüge Skalitzer Straße – Oberbaumstraße und Köpenicker Straße – Schlesische Straße wird nach wie vor als Schlesisches Tor bezeichnet, der Platz ist aber nicht amtlich gewidmet. In seiner Mitte befindet sich der 1902 eröffnete gleichnamige Hochbahnhof der ersten Berliner U-Bahn-Strecke (heute bedient von den Linien U1 und U3).

## Sonstiges
Der Tunnel Königshainer Berge auf der Bundesautobahn 4 wird auch als „Schlesisches Tor“ (Landmarke der Region Niederschlesien) bezeichnet.